# Too big to fail
La frase en inglés too big to fail (pronunciado [tu biɣ̞ tu fejl]) traducida como demasiado grande para permitir que quiebre es un concepto económico que describe la situación de un banco o de cualquier otra institución financiera cuya quiebra tendría consecuencias sistémicas desastrosas sobre la economía y que por consecuencia es necesario rescatar por los poderes públicos para evitar que ese riesgo de quiebra se realice.
Los principales actores del sistema financiero internacional asumen riesgos importantes contando con el hecho de que para evitar ese riesgo sistémico serán rescatados de la bancarrota a través de los conocidos como "planes de rescate", que suelen ser financiados por los contribuyentes. Una reforma del sistema financiero iniciada en Estados Unidos en abril de 2010 por Barack Obama y detallada en particular por la ley Dodd–Frank Wall Street Reform and Consumer Protection Act se dirige a limitar en este sentido el tamaño de los bancos.